# Tethina prognatha
Tethina prognatha is een vliegensoort uit de familie van de Canacidae. De wetenschappelijke naam van de soort is voor het eerst geldig gepubliceerd in 1952 door Melander.